# Blanchardstown
Blanchardstown (irisch Baile Bhlainséir) ist ein Vorort von Dublin. Sie ist über die N3 mit dem Stadtzentrum Dublins verbunden.

## Bevölkerung
Für Blanchardstown sind bei der Volkszählung 2022 die Ergebnisse für die acht Electoral Divisions (ED): Blakestown, Coolmine, Abbotstown, Delwood, Mulhuddart, Corduff, Tyrellstown und Roselawn jeweils einzeln ausgewiesen. Insgesamt hatte Blanchardstown 79.769 Einwohner.
Sie ist damit die größte Stadt im County Fingal und bildet zusammen mit Swords ein regionales Servicezentrum für das County. Für die nächsten Jahre wird mit einem weiteren, starken Bevölkerungsanstieg gerechnet.

## Wirtschaft
Die Stadt ist Sitz des "Institute of Technology, Blanchardstown", außerdem befinden sich dort Niederlassungen internationaler Gesellschaften wie Yamanouchi Pharmaceutical und ebay. Das Blanchardstown Shopping Centre ist eines der größten Einkaufszentren Irlands.

## Persönlichkeiten
- Robyn Byrne (* 1997), Dartspielerin